# Enrico Sallustio
Enrico Sallustio (Venetië, 1966) is een Belgische striptekenaar en illustrator. Hij tekende aan onder meer aan de educatieve reeks De reizen van Tristan van Jacques Martin.

## Carrière
Vanaf zijn vierde jaar groeide Sallustio op in België. Hij studeerde aan het Institut Provincial d'Enseignement Secondaire in Waver, het Institut Saint Luc in Brussel en de Koninklijke Academie voor Schone Kunsten in dezelfde stad. Na zijn studie woonde en werkte Sallustio voor tien jaar in Singapore waar hij zich specialiseerde in het illustreren van kinderboeken, deels als freelancer. In 2003 keerde Sallustio terug naar België. Hij maakte in 2007 de illustraties voor het niet in het Nederlands vertaalde album Venise (over Venetië) in de educatieve reeks De reizen van Tristan (in het Frans: Les voyages de Jhen). In 2014 volgde het album Het Vaticaan in dezelfde reeks. In 2010 maakte hij de illustraties voor de niet naar het Nederlands vertaalde reisgids Rome : Itinéraires avec Alix, uitgegeven door Lonely Planet en Casterman.
Sallustio illustreerde het kinderboek Blow a kiss van David Seow dat in 2010 in Singapore werd gepubliceerd door Bonnie Books. In 2011 tekende hij de strip Fly dodos fly.